# Naka-nagaone
Naka-nagaone är en bergstopp i Antarktis. Den ligger i Östantarktis. Norge gör anspråk på området. Toppen på Naka-nagaone är 2 113 meter över havet.
Terrängen runt Naka-nagaone är varierad. Trakten är obefolkad. Det finns inga samhällen i närheten. 